# Ouled Bessem
Ouled Bessem est une commune de la wilaya de Tissemsilt en Algérie.
Son ancien nom français est Liebert.

## Histoire
Le centre de Djenan El Chergui est peuplé en 1905 sous le nom de Liébert. Cette dénomination est officialisée par décret du 28 décembre 1915. Le centre, en dépérissement dans les années 1930, est relevé à l'aide d'une partie des terres de la propriété Poulot (Aïn Sfa) lotie en 1948.
Il est intégré à la commune de Vialar rattachée au département de Tiaret par arrêté du 30 novembre 1956.